# عبد الله أنس
بو جمعة واسمه الحركي عبد الله أنس (مواليد سنة 1958)، هو باحث جزائري، كان يشغل منصب مدير مكتب خدمات المجاهدين في بيشاور، في فترة مقاومة الاحتلال السوفييتي، حيث ساعد مجاهدي أفغانستان في محاربة الغزو السوفيتي في المقاطعات الشمالية من 1983 إلى 1992.

## مسيرته
التقى أنس بأحمد خضر عام 1984 ووصفه بأنه «ليس رجلا مقاتلا، ولا رجل جهاد، بل مجرد رجل يُساعد في الأعمال الخيرية».
في عام 1988، تحدث أنس إلى عبد الله عزام حول الحاجة لضمان وصول المساعدة للمسلمين في شمال أفغانستان، وليس الاعتماد فقط على المنظمات غير الحكومية الغربية. تزوج لاحقًا من ابنة عبد الله عزام، وله منها أربعة أولاد.

في 14 يناير 2001، أجرى مراسل صحيفة نيويورك تايمز ستيفن إنجلبرغ مقابلة معه عن أسامة بن لادن.
بعد غزو الولايات المتحدة لأفغانستان سنة 2001، قدم أنس تقارير تنتقد بن لادن، مما يعكس الخلاف بينهما بعد أن أصرّ أنس على أن حلم الجهاد العالمي بعيد المنال.
أجرى آدم كيرتز مُقابلة معه في الفيلم الوثائقي قوة الكوابيس، الذي تم بثه في عام 2004.
حصل على حق اللجوء السياسي للعيش في لندن بإنجلترا.

## أعماله
- 2002: ولادة الأفغان العرب: سيرة عبد الله أنس بين مسعود وعبد الله عزام، دار الساقي، بيروت، (ردمك 9786144253151)
- 2019: إلى الجبال - رحلتي في الجهاد من الجزائر إلى أفغانستان، وخطّه الصحافي تام حسين، من إصدار «دار هورست للنشر»، لندن، أبريل، (ردمك 978-1-78738-011-0)